# Алкифрон
Алкифрон (греч. Άλκίφρων) — древнегреческий ритор, будучи одним из более молодых современников Лукиана, жил во II и III веке н. э.
Алкифрон оставил 118 писем, собранных в четыре книги по группам населения Афин и окрестностей: рыбаки, земледельцы, параситы и гетеры. В книгах описан стилизованный быт афинян в IV веке до н.э., условный образ классической эпохи; истории, рассказываемые от лица простых людей, иногда принимают вид законченных новелл; стилистически они близки связаны с эпиграммой и греческим романом. И на содержании, и форме заметно влияние новой аттической комедии; более того, крупнейший мастер новоаттической комедии, Менандр, является одним из персонажей писем.

## Тексты и переводы
- Греческий текст (издание Шеперса 1905 года)
- Анонимный английский перевод, издание 1896 года
- Английский перевод Ф. А. Райта, издание 1922 года.
- В серии «Loeb classical library» опубликован под № 383 (вместе с письмами Элиана и Филострата)

Русские переводы:
- Избранные письма / Пер. С. Кондратьева // Поздняя греческая проза / Сост. С. Поляковой. М.: ГИХЛ, 1961. С. 417—438.
- Избранные письма / Пер. Е. А. Берковой // Памятники позднего античного ораторского и эпистолярного искусства / Отв. ред. М. Е. Грабарь-Пассек. М.: Наука, 1964. С. 128—143.